# Coppa di Jugoslavia (pallavolo maschile)
La Coppa di Jugoslavia di pallavolo maschile era un trofeo nazionale jugoslavo, organizzato dalla Federazione pallavolistica della Jugoslavia.

## Storia
La Coppa di Jugoslavia viene istituita nel 1950. La prima edizione porta il nome di Zimski Kup e viene vinta dal Partizan. Dopo una sola edizione il torneo viene però soppresso, per poi essere istituito di nuovo nel 1958 col nome di Coppa di Jugoslavia. Le prime sei edizioni vedono tre successi dell'Odbojkaški Klub Jugoslavija Beograd, altre due vittorie per il Partizan ed un titolo vinto dalla Stella Rossa.
Abolita nuovamente nel 1964, la coppa viene nuovamente giocata dal 1971. Con altri quattro successi ciascuno, il Partizan e la Stella Rossa si confermano tra le formazioni più vincenti in questa competizione. Si aggiungono a loro l'HAOK Mladost, capace di vincere ben otto edizioni del torneo, e il Vojvodina con due successi. Tra le altre squadre, riportano un successo ciascuna l'Odbojkaški Klub Ribnica, l'Odbojkaški Klub Vardar 1947 e l'Odbojkaški Klub Bosna Sarajevo.
In seguito alla indipendenza dichiarata da quattro delle sei Repubbliche Socialiste, tra il 1991 ed il 1992, la Repubblica Socialista Federale di Jugoslavia si discioglie, e con la nascita della Repubblica Federale di Jugoslavia, formata dalle restanti Serbia e Montenegro nasce un nuovo trofeo, la Coppa di Serbia e Montenegro, chiamata anch'essa fino al 2003 Coppa di Jugoslavia.

## Albo d'oro
| Edizione         | Edizione          | Podio                | Podio         | Podio           |               |
| Anno             | Sede della finale | Campione             | Risultato     | Finalista       |               |
| ---------------- | ----------------- | -------------------- | ------------- | --------------- | ------------- |
| 1950 Dettagli    |                   | Partizan             |               |                 |               |
| 1950-58          | -                 | Non disputata        | Non disputata | Non disputata   | Non disputata |
| 1958-59 Dettagli |                   | Jugoslavija Belgrado |               |                 |               |
| 1959-60 Dettagli |                   | Stella Rossa         |               |                 |               |
| 1960-61 Dettagli |                   | Partizan             |               |                 |               |
| 1961 Dettagli    |                   | Jugoslavija Belgrado |               |                 |               |
| 1962 Dettagli    |                   | Jugoslavija Belgrado |               |                 |               |
| 1963-64 Dettagli |                   | Partizan             |               |                 |               |
| 1964-71          | -                 | Non disputata        | Non disputata | Non disputata   | Non disputata |
| 1971 Dettagli    |                   | Partizan             |               |                 |               |
| 1972 Dettagli    |                   | Stella Rossa         |               |                 |               |
| 1973 Dettagli    |                   | Stella Rossa         |               |                 |               |
| 1974 Dettagli    |                   | Partizan             |               |                 |               |
| 1975 Dettagli    |                   | Stella Rossa         |               |                 |               |
| 1976-77 Dettagli | Novi Sad          | Vojvodina            | Round-robin   | Partizan        |               |
| 1977-78 Dettagli | Zagabria          | HAOK Mladost         | Round-robin   | Partizan        |               |
| 1978 Dettagli    | Novi Sad          | Ribnica              | Round-robin   | HAOK Mladost    |               |
| 1979 Dettagli    | Skopje            | Vardar               | Round-robin   | Ribnica         |               |
| 1980 Dettagli    | Zrenjanin         | HAOK Mladost         | Round-robin   | Klek Srbijašume |               |
| 1981 Dettagli    | Belgrado          | HAOK Mladost         | Round-robin   | Vojvodina       |               |
| 1982 Dettagli    | Sarajevo          | Bosna Sarajevo       | Round-robin   | Partizan        |               |
| 1983 Dettagli    | Maribor           | HAOK Mladost         | Round-robin   | Maribor         |               |
| 1984 Dettagli    | Kraljevo          | HAOK Mladost         | Round-robin   | Partizan        |               |
| 1985 Dettagli    | Zagabria          | HAOK Mladost         | Round-robin   | Bosna Sarajevo  |               |
| 1986 Dettagli    | Novi Sad          | HAOK Mladost         | Round-robin   | Vojvodina       |               |
| 1987 Dettagli    | Subotica          | Vojvodina            | Round-robin   | Bosna Sarajevo  |               |
| 1988 Dettagli    | Novi Sad          | HAOK Mladost         | Round-robin   | Vojvodina       |               |
| 1989 Dettagli    | Belgrado          | Partizan             | Round-robin   | Stella Rossa    |               |
| 1990 Dettagli    | Belgrado          | Partizan             | Round-robin   | Vojvodina       |               |
| 1991 Dettagli    | Belgrado          | Stella Rossa         | Round-robin   | Vojvodina       |               |